# Zofia Czerwińska
Zofia Barbara Czerwińska (ur. 19 marca 1933 w Poznaniu, zm. 13 marca 2019 w Warszawie) – polska aktorka teatralna, filmowa i telewizyjna, zdobyła popularność m.in. rolą Zofii Nowosielskiej w serialu telewizyjnym Czterdziestolatek (1975–1978) i Malinowskiej z serialu Świat według Kiepskich (2008–2019).

## Życiorys

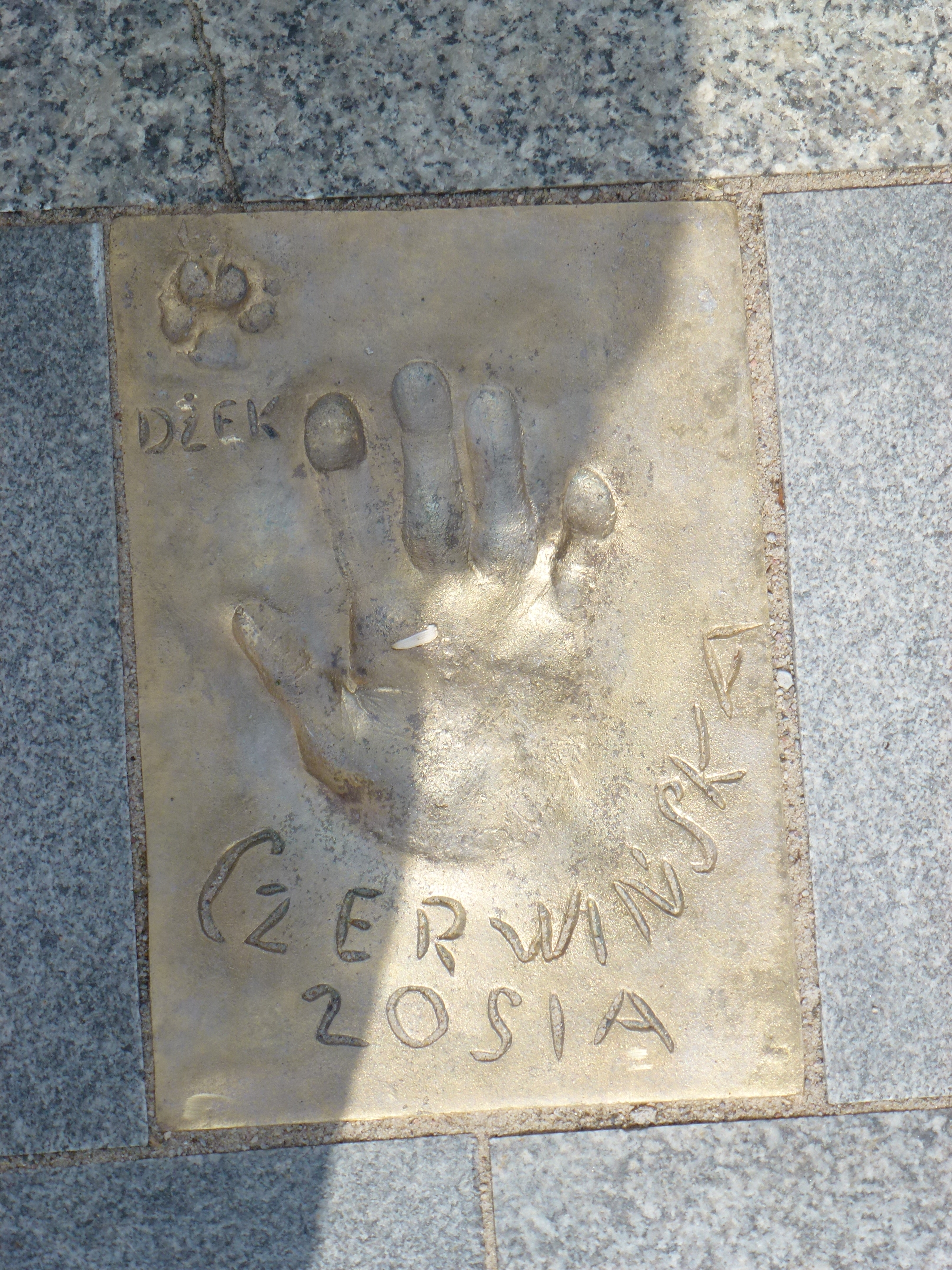
Odcisk dłoni Zofii Czerwińskiej i łapy jej psa w Alei Gwiazd w Międzyzdrojach

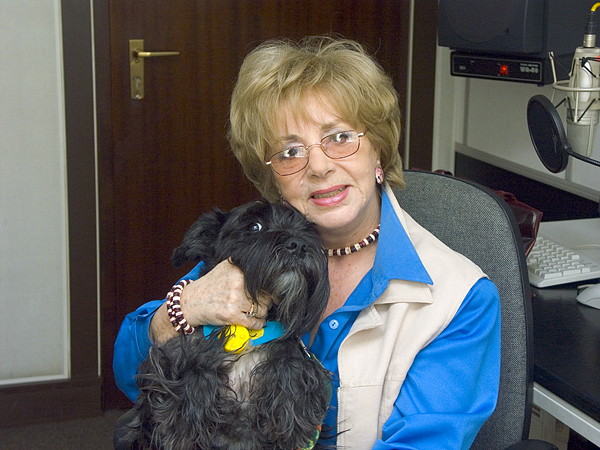
Czerwińska (2007)

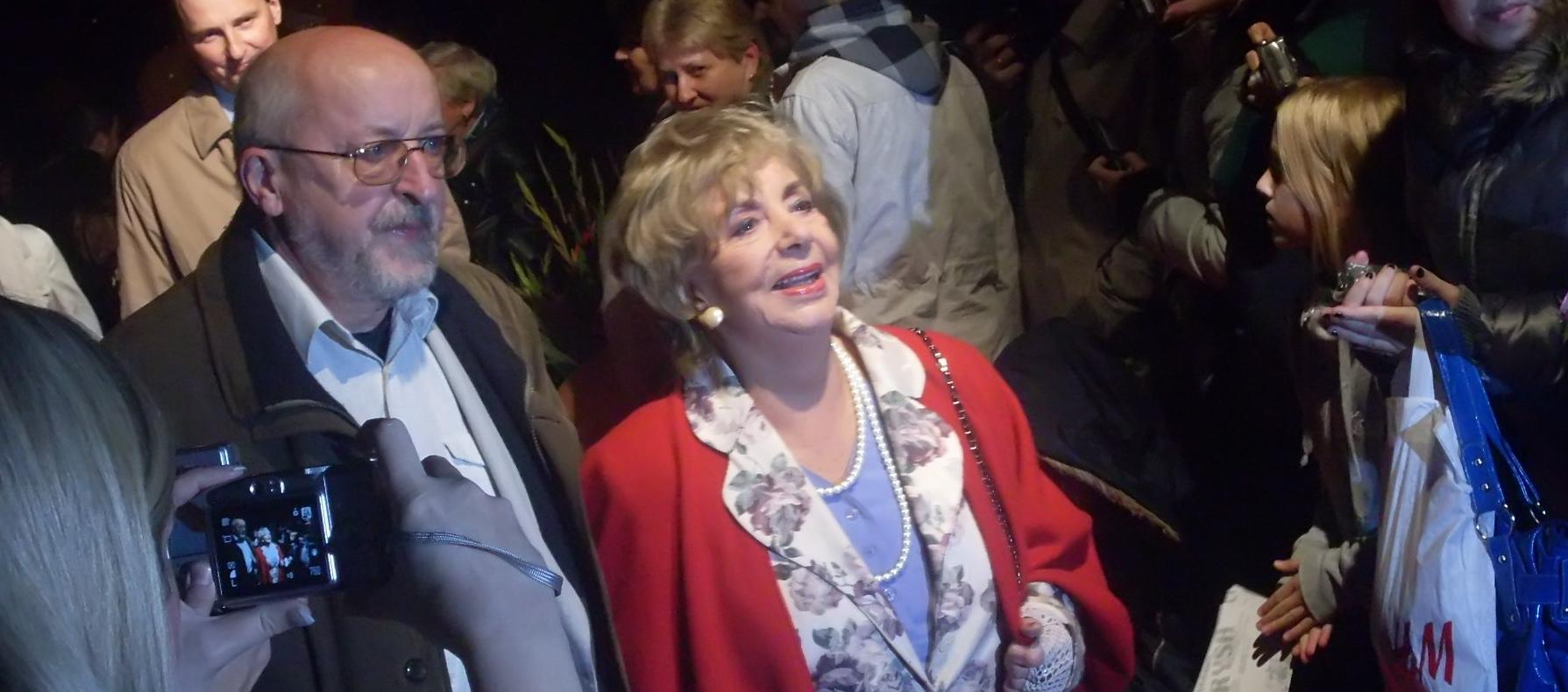
Czerwińska podczas Festiwalu Polskich Filmów Fabularnych w Gdyni (2008)

Grób Czerwińskiej na cmentarzu komunalnym Północnym w Warszawie

Była jedynym dzieckiem Mariana (ur. 10 marca 1894, zm. 6 marca 1966) i Anny Urszuli (ur. 24 lipca 1909, zm. 28 października 1999) Czerwińskich.
Absolwentka V Liceum Ogólnokształcącego w Gdańsku-Oliwie, mieszkała wówczas przy ul. Droszyńskiego 3. Do krakowskiej PWST dostała się, robiąc dobre wrażenie na komisji egzaminacyjnej naśladowaniem stylu Ireny Kwiatkowskiej. Po jej ukończeniu, pod koniec 1957 debiutowała na scenie. W latach 1957–1958 występowała w Teatrze Polskim w Bielsku-Białej, 1958–1960 w Teatrze Wybrzeże w Gdańsku, 1960–1961 w Teatrze im. Jaracza w Olsztynie. Stała się znana nie tylko z seriali telewizyjnych, w których grała zwykle role komediowe, ale także z estrady, filmu i teatru. Przez kilkanaście lat była aktorką estradową i filmową, od 1979 do 1990 występowała w Teatrze Syrena w Warszawie, a później pojawiała się tam w ramach występów gościnnych. Zamieszkała na warszawskim Powiślu.
Debiutowała rolą barmanki Loli w filmie Pokolenie oraz "Loli", koleżanki Dzidziusia Górkiewicza, w Powstaniu  łączniczki "Jagódki" obsługującej centralkę telefoniczną na Mokotowie w filmie Eroica. Dużą popularność zyskała rolą pani Balcerkowej z serialu Alternatywy 4 (1983). Zagrała między innymi w serialu Jerzego Gruzy Czterdziestolatek (1974–1977), następnie Czterdziestolatek. 20 lat później (1993) jako Zofia Nowosielska i kierowniczka pizzerii „Angelo”. Na dużym ekranie kreowała role w komediach Lekarstwo na miłość (1965) jako kelnerka w kawiarni CDT, Rejs (1970) jako uczestniczka rejsu, Poszukiwany, poszukiwana (1972) jako ex-gosposia Karpielów, Miś (1980) w roli Ireny, kandydatki na żonę Ochódzkiego, Och, Karol (1985) jako matka tytułowego bohatera czy Złoto dezerterów (1998) w roli garbuski w hoteliku. W serialu Świat według Kiepskich od 2008 do końca życia wcielała się w postać Wisławy Malinowskiej, ekspedientki ze sklepu monopolowego „U Stasia”. Porównywana była do Zdzisław Maklakiewicza, ponieważ podobnie jak on znacznie lepiej wykonywała swoje role przy restauracyjnym stoliku, niż na scenie.
Od dzieciństwa w jej życiu towarzyszyły psy. W czasie powstania warszawskiego pies w służbie gestapo ochronił ją przed kulami i zginął. Wyrażała zdecydowane poparcie w kwestii praw zwierząt i kar za znęcaniem się nad nimi. Jej pies „Dżek” wraz z nią zostawił odcisk łapy w alei gwiazd w Międzyzdrojach i z którym wystąpiła w filmie Wojna żeńsko-męska (2011).
W październiku 2017 wsparła społeczność LGBT, biorąc udział w akcji „Ramię w ramię po równość” Kampanii Przeciw Homofobii.
Zmarła po operacji kręgosłupa nad ranem 13 marca 2019, miesiąc po zakończeniu pracy na planie serialu Świat według Kiepskich. 20 marca 2019 została pochowana na cmentarzu komunalnym Północnym w Warszawie.

## Odznaczenia
22 grudnia 2008 z rąk podsekretarza stanu w Ministerstwie Kultury i Dziedzictwa Narodowego Tomasza Merty odebrała Srebrny Medal „Zasłużony Kulturze Gloria Artis”.

## Filmografia
| Rok  | Tytuł                                    | Rola                                           |
| ---- | ---------------------------------------- | ---------------------------------------------- |
| 1954 | Pokolenie                                | barmanka Lola                                  |
| 1957 | Eroica                                   | Lola w Powstaniu telefonistka "Jagódka"        |
| 1958 | Popiół i diament                         | Lili                                           |
| 1962 | Gangsterzy i filantropi                  | bufetowa                                       |
| 1963 | Skąpani w ogniu                          | repatriantka                                   |
| 1963 | Przygoda noworoczna                      | uczestniczka prywatki                          |
| 1963 | Dwa żebra Adama                          | mieszkanka Godów                               |
| 1964 | Prawo i pięść                            | napastowana                                    |
| 1965 | Trzy kroki po ziemi                      | bufetowa                                       |
| 1966 | Lekarstwo na miłość                      | kelnerka                                       |
| 1966 | Przedświąteczny wieczór                  | barmanka                                       |
| 1966 | Piekło i niebo                           | malująca usta                                  |
| 1966 | Mocne uderzenie                          | asystentka                                     |
| 1968 | Lalka                                    | kobieta w piwiarni                             |
| 1968 | Dancing w kwaterze Hitlera               | turystka                                       |
| 1968 | Człowiek z M-3                           | lokatorka                                      |
| 1969 | Zbrodniarz, który ukradł zbrodnię        | Apolonia M.                                    |
| 1969 | Paragon gola                             | laborantka                                     |
| 1969 | Nowy                                     | kasjerka w barze mlecznym                      |
| 1970 | Rejs                                     | uczestniczka rejsu                             |
| 1970 | Mały                                     | kierowniczka                                   |
| 1970 | Złote koło                               | barmanka                                       |
| 1971 | Trochę nadziei                           | pielęgniarka                                   |
| 1971 | System                                   | pacjentka                                      |
| 1971 | Zabijcie czarną owcę                     | Carbonerowa                                    |
| 1971 | Nie lubię poniedziałku                   | urzędniczka                                    |
| 1971 | Kłopotliwy gość                          | referentka                                     |
| 1971 | Jeszcze słychać śpiew. I rżenie koni...  | Zofia Misztalówna                              |
| 1972 | Poszukiwany, poszukiwana                 | była gosposia                                  |
| 1972 | Poślizg                                  | świadek wypadku                                |
| 1972 | Kwiat paproci                            | urzędniczka na poczcie                         |
| 1973 | Przyjęcie na dziesięć osób plus trzy     | głos Dzidzi                                    |
| 1973 | Nagrody i odznaczenia                    | pielęgniarka                                   |
| 1973 | Godzina szczytu                          | uczestniczka „pogrzebu"                        |
| 1975 | Strach                                   | kobieta                                        |
| 1975 | Obrazki z życia                          | ławniczka                                      |
| 1976 | Brunet wieczorową porą                   | Jola                                           |
| 1976 | Con amore                                | pielęgniarka                                   |
| 1976 | Motylem jestem, czyli romans 40-latka    | Zosia Nowosielska                              |
| 1977 | Sprawa Gorgonowej                        | kobieta na sali sądowej we Lwowie              |
| 1977 | Sołdaty Swobody                          | właścicielka mieszkania                        |
| 1978 | Wesela nie będzie                        | pielęgniarka informująca Wojtka o śmierci ojca |
| 1979 | Wściekły                                 | sąsiadka Zawady                                |
| 1979 | Golem                                    | babcia klozetowa                               |
| 1980 | Miś                                      | Irena                                          |
| 1980 | Przed maturą                             | Grzejszczakowa                                 |
| 1981 | Chłopiec                                 | sąsiadka                                       |
| 1981 | Okno                                     | sąsiadka                                       |
| 1982 | Jeśli się odnajdziemy                    | Zięblińska                                     |
| 1985 | Och, Karol                               | matka Karola                                   |
| 1985 | Rajska jabłoń                            | ciotka Kwiryny                                 |
| 1987 | Sonata marymoncka                        | pasażerka tramwaju                             |
| 1988 | Koniec                                   | Helena                                         |
| 1991 | Szwedzi w Warszawie                      | sprzątaczka kościelna                          |
| 1991 | Kuchnia polska                           | kobieta w samolocie                            |
| 1991 | Jeszcze tylko ten las                    | kobieta w pociągu                              |
| 1991 | Dziecko szczęścia                        | wychowawczyni w domu małego dziecka            |
| 1992 | Wielka wsypa                             | dozorczyni                                     |
| 1993 | Straszny sen Dzidziusia Górkiewicza      | Lola                                           |
| 1998 | Sto minut wakacji                        | taksówkarka                                    |
| 1998 | Złoto dezerterów                         | garbuska                                       |
| 2002 | Pianista                                 | baba z zupą                                    |
| 2003 | Ubu Król                                 | członkini ludu                                 |
| 2009 | Złoty środek                             | Wacia                                          |
| 2009 | Mniejsze zło                             | kioskarka                                      |
| 2010 | Milczenie jest złotem                    | tarociska                                      |
| 2011 | Wojna żeńsko-męska                       | staruszka z psem                               |
| 2012 | Kanadyjskie sukienki                     | Stefa                                          |
| 2018 | Miłość na Mazurach (Verliebt in Masuren) | ciotka Grażyna                                 |

| Rok       | Tytuł                                                              | Rola                                               |
| --------- | ------------------------------------------------------------------ | -------------------------------------------------- |
| 1966      | Wojna domowa                                                       | pasażerka w trolejbusie (odc. 12)                  |
| 1968      | Przygody psa Cywila                                                | pani Jadzia (odc. 1, 2)                            |
| 1974–1977 | Czterdziestolatek                                                  | Zosia Nowosielska                                  |
| 1976      | Zaklęty dwór Daleko od szosy                                       | Gągolewska matka Jadzi, wynajmująca pokój Leszkowi |
| 1977      | Lalka                                                              | Małgorzata Minclowa (odc. 2)                       |
| 1980      | 07 zgłoś się                                                       | barmanka Dzidzia (odc. 13)                         |
| 1983      | Alternatywy 4                                                      | Balcerkowa                                         |
| 1988      | Rodzina Kanderów                                                   | pracownica (odc. 2-4)                              |
| 1993      | Czterdziestolatek. 20 lat później                                  | Zosia Matusik (wcześniej Nowosielska)              |
| 1996      | Awantura o Basię                                                   | aktorka (odc. 12)                                  |
| 1998      | Siedlisko                                                          | Misiakowa                                          |
| 1998      | 13 posterunek                                                      | matka Iwonki (odc. 28)                             |
| 1999      | Tygrysy Europy                                                     | ciotka Jacka                                       |
| 1999      | Badziewiakowie                                                     | teściowa (odc. 11, 17, 18)                         |
| 2000      | Piotrek zgubił dziadka oko, a Jasiek chce dożyć spokojnej starości | Helena Paluch-Rogalska                             |
| 2000      | Na dobre i na złe                                                  | Figurska (odc. 45)                                 |
| 2000      | Dom                                                                | kuzynka (odc. 22, 23)                              |
| 2002      | Szpital na perypetiach                                             | Aniela Nycz (odc. 6)                               |
| 2002      | Miodowe lata                                                       | Weronika (odc. 103)                                |
| 2003      | Rodzinka                                                           | Barbara (odc. 4)                                   |
| 2004      | Stacyjka                                                           | Halinka                                            |
| 2004      | Sąsiedzi                                                           | Maryla, siostra cioteczna Bogackiego (odc. 53)     |
| 2004–2009 | Plebania                                                           | listonoszka Gabrysia                               |
| 2005      | Niania                                                             | dyrektor Rozalia Skowrońska (odc. 11)              |
| 2005      | Kryminalni                                                         | Wasiakowa (odc. 23)                                |
| 2005      | Dom niespokojnej starości                                          | Dziunia Wysocka                                    |
| 2005      | Lokatorzy                                                          | babcia Poli (odc. 221)                             |
| 2005–2007 | Codzienna 2 m. 3                                                   | Gawlikowa                                          |
| 2006      | Dylematu 5                                                         | Balcerkowa                                         |
| 2006      | Rodzina zastępcza                                                  | Salomea (odc. 224)                                 |
| 2007      | Magda M. 20 lat później                                            | Mariola                                            |
| 2008–2019 | Świat według Kiepskich                                             | Wisława Malinowska                                 |
| 2009      | Synowie                                                            | kandydatka na kelnerkę (odc. 1)                    |
| 2009–2010 | Ojciec Mateusz                                                     | mieszkanka Sandomierza                             |
| 2010–2011 | Licencja na wychowanie                                             | matka Ryszarda                                     |
| 2015      | Nie rób scen                                                       | kosmetyczka Irena (odc. 1)                         |
| 2015      | Na dobre i na złe                                                  | Łucja (odc. 592)                                   |
| 2017–2018 | Pierwsza miłość                                                    | Matylda Gruzik                                     |